# Bani Suraim (huyện)
Huyện Bani Suraim là một huyện thuộc tỉnh Amran, Yemen. Đến thời điểm năm 2003, huyện này có dân số 32698 người